# Zoi Fitsiou
Zoi Fitsiou (Kozani, 14 de setembro de 1995) é uma remadora grega.

## Carreira
Ela ganhou a medalha de prata no skiff simples leve no Campeonato Europeu de Remo de 2022 em Munique. Ela foi medalhista de prata ao lado de Dimitra Kontou no Campeonato Europeu de Remo de 2023 em Bled, Eslovênia, no skiff duplo leve. A dupla conquistou uma segunda medalha de prata no skiff duplo leve no Campeonato Europeu de Remo de 2024 em Szeged.
Nos Jogos Olímpicos de Verão de 2024, em Paris, conquistou a medalha de bronze na competição de skiff duplo leve feminino, ao lado de Dimitra Kontou, com o tempo de 6:49.28.